# Rozemarijn (voornaam)

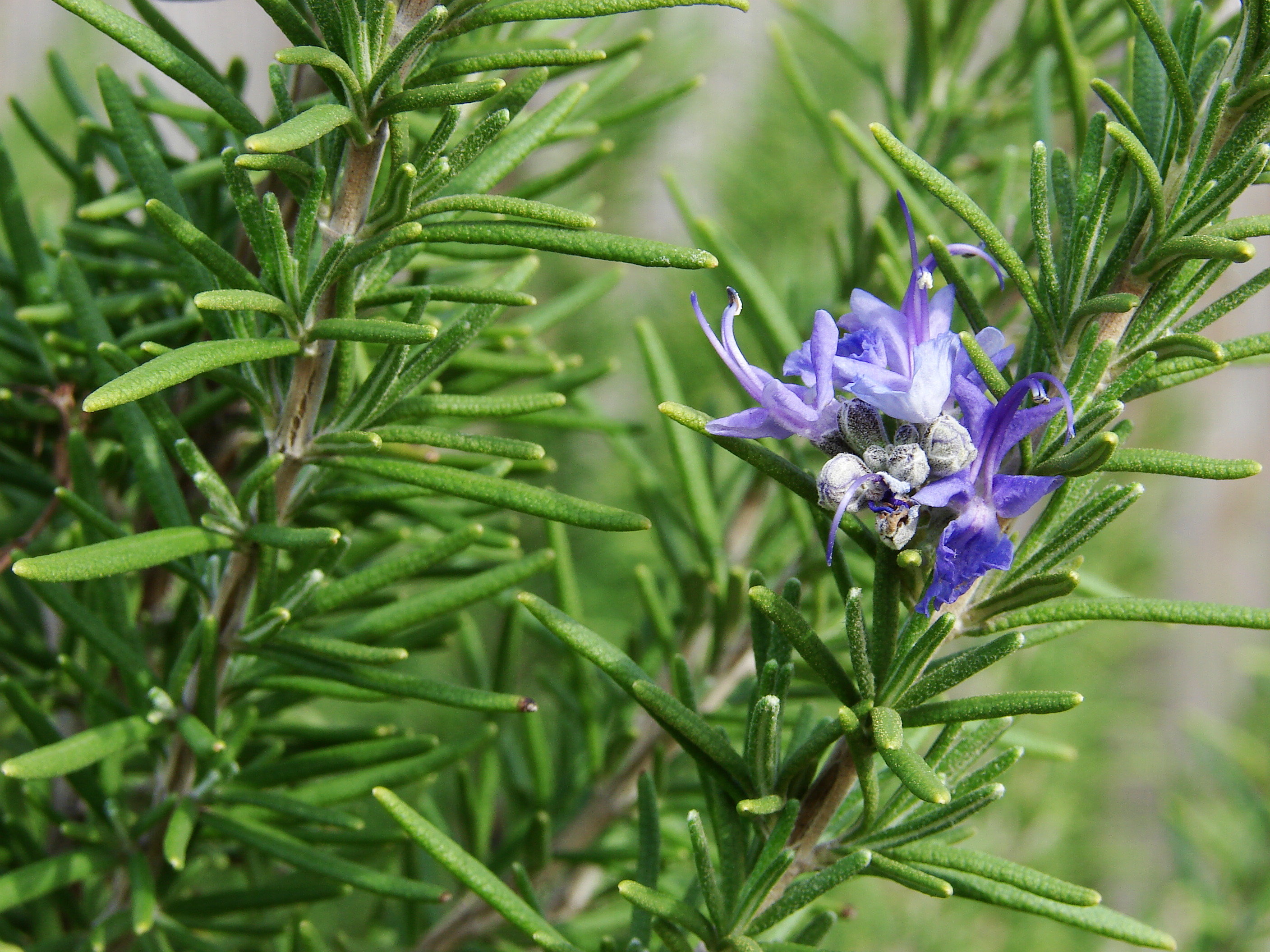
Rozemarijn oftewel Rosmarinus officinalis.

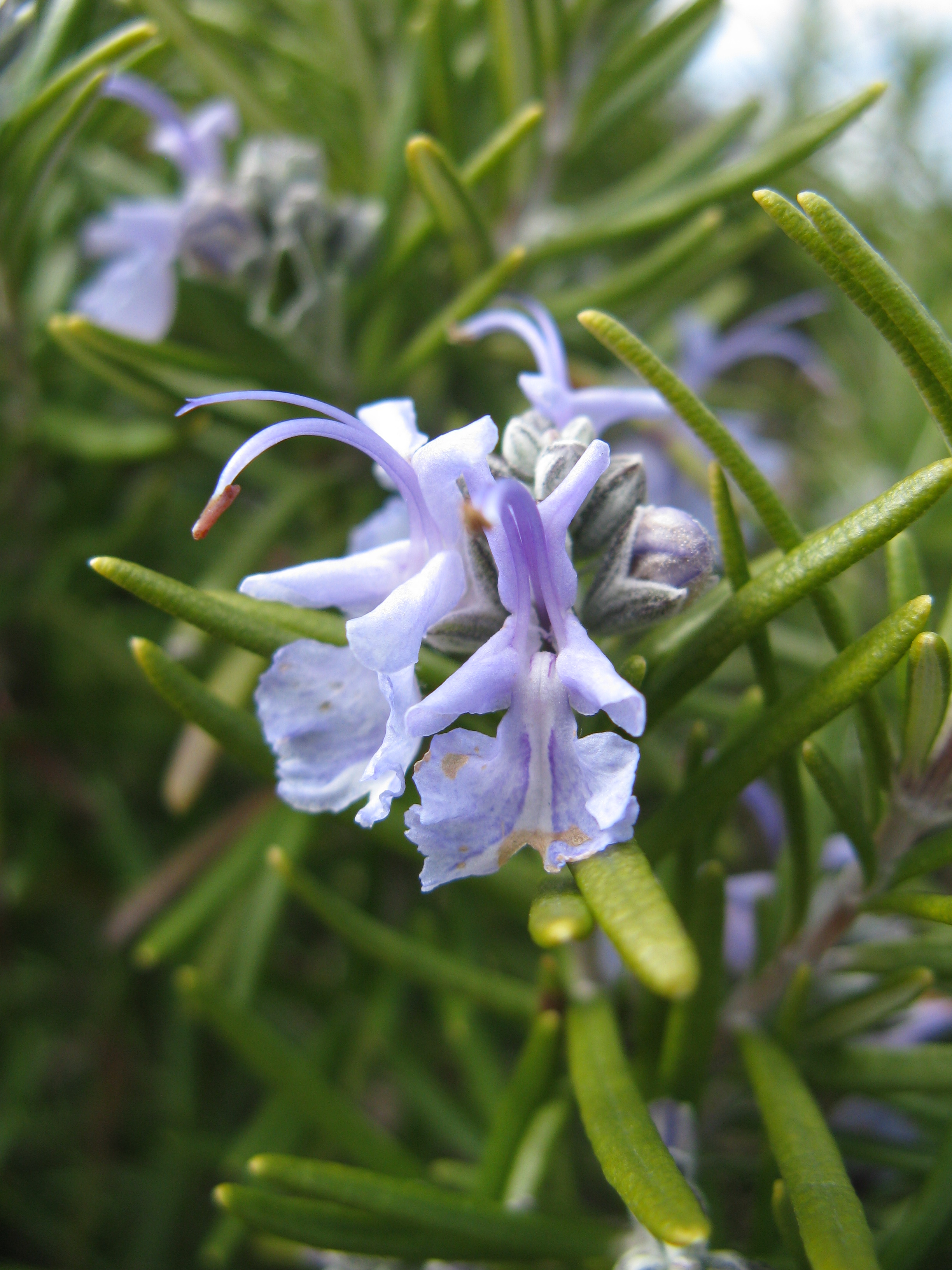
Het lichtpaarse bloemetje van de Rozemarijn in close up.

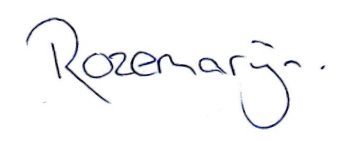
De naam in handschrift, geschreven door een naamdraagster.

Rozemarijn is een voornaam voor een meisje. De naam wordt ook gespeld als Rosemarijn en Roosmarijn.

## Herkomst naam
Rozemarijn verwijst naar het gelijknamige kruid, een groenblijvende heester met lichtpaarse bloemetjes. De naam komt van het Latijn ros marinus dat "dauw der zee" betekent. Het plantje komt veel voor rond de middellandse zee en blijft het hele jaar door groen, en werd daarom "zeedauw" genoemd. In het Middelnederlands kwamen de vormen Rosemarine en Rosemarijn voor, later Rosmarijn. De naam werd later in verband gebracht met Roos en Maria.

## Gebruik als voornaam
De naam werd eerst alleen gebruikt als vleinaam voor een vrouw, net als bijvoorbeeld 'roos' of andere bloemennamen, in het bijzonder bij meisjes en vrouwen met de naam Maria. In de literatuur werd de naam in ieder geval vanaf 1914 als meisjesnaam gebruikt, met name in kinderboeken.
De naam werd pas vanaf begin jaren 30 als meisjesnaam gegeven, eerst gespeld als Rosemarijn. Rond 1945 werd de naam ook in de spelling Roosmarijn gegeven en vanaf eind jaren 40 als Rozemarijn. Deze laatste spelling is de meest gebruikelijke. Het is niet een zeer veel voorkomende naam, in bijvoorbeeld 2000 werd in Nederland 30 keer de naam Rozemarijn gegeven, 29 keer Roosmarijn en 11 keer Rosemarijn.

## Boeken met de naam Rozemarijn in de titel
- 1914 De bruiloft van Rozemarijntje van Jacqueline Bles (kinderboek met verhalen voor leeftijd 6-10). Het boek beleefde zeker twee herdrukken (1917 en 1926).
- 1933-1954 Rozemarijntje van W.G. van de Hulst (vijfdelige kinderboekenserie). Titels: Rozemarijntje (1933), Rozemarijntje naar school (1934), Rozemarijntje en Rooie Pier (1941), Rozemarijntje en de zwarte jongen (1949) en Rozemarijntje en de oude juffrouw (1954). De boeken werden vele malen herdrukt, bijvoorbeeld het eerste deel was in 1977 aan zijn 21e druk toe en in 2010 aan zijn 28e druk. De omnibus uit 1965, met alle titels in één band, werd in 2001 voor de 7e keer herdrukt.
- 1947 Wilde Rozemarijntje van Lidow (pseudoniem van Alida Christina Bernadina Walther).
- 1948 Van Rozemarijntje en Tierelantijntje van Nancy Schotel (bundel kinderverhalen).
- 1948 Rozemarijntje en het zwarte bosmannetje door B. Mol (schoolboekje).
- 1949 Rozemarijn van Margot Hilvers-Vos (kinderboek met gedichten).
- 1955 Het schoentje van Roosmarijn van Han G. Hoekstra.
- 1995 Rozemarijn, mijn lieve konijn van Juliette Oberlander (kinderboek).
- 1996 Bloemen voor Rozemarijn van Ria van der Ven-Rijken (roman).
- 1997 Ik kan, ik kan wat jij niet kan: alle verhalen over Roosmarijn van Lydia Rood (bundeling verhalen uit periode 1990-1995, jeugdboek).